# St. Clair Township (Illinois)
Die St. Clair Township ist eine von 22 Townships im St. Clair County im Westen des US-amerikanischen Bundesstaates Illinois. Im Jahr 2010 hatte die St. Clair Township 35.498 Einwohner.
Die Township liegt im Metro-East genannten östlichen Teil der Metropolregion Greater St. Louis um die Stadt St. Louis im benachbarten Missouri.

## Geografie
Die St. Clair Township liegt im östlichen Vorortbereich von St. Louis, rund 20 km östlich des Mississippi, der die Grenze zum Bundesstaat Missouri bildet. Sie bedeckt eine Fläche von etwa 36,37 km².
Die Township liegt im nördlichen Zentrum des St. Clair County rund um die Stadt Belleville und grenzt im Norden an die Caseyville Township, im Nordosten an die O’Fallon Township, im Osten an die Shiloh Valley Township, im Süden an die Smithton Township, im Südwesten an die Millstadt Township und im Westen an die Stookey Township.

## Verkehr
Durch die Township verlaufen mit den Illinois State Routes 13, 15, 158, 159 und 161 mehrere Ausfallstraßen von Belleville. Alle weiteren Straßen sind County Roads oder weiter untergeordnete innerörtliche Straßen.
Durch die St. Clair Township führt eine Linie der MetroLink genannten Stadtbahn des Ballungsraumes St. Louis.
Durch den Südosten der Township verläuft eine Eisenbahnlinie der Canadian National Railway, die von St. Louis nach Südosten führt.
Der St. Louis Downtown Airport liegt rund 20 km westlich, der größere Lambert-Saint Louis International Airport liegt rund 45 km nordwestlich der St. Clair Township.

## Demografische Daten
Nach der Volkszählung im Jahr 2010 lebten in der St. Clair Township 35.498 Menschen in 14.373 Haushalten. Die Bevölkerungsdichte betrug 976 Einwohner pro Quadratkilometer. In den 14.373 Haushalten lebten statistisch je 2,44 Personen.
Ethnisch betrachtet setzte sich die Bevölkerung zusammen aus 70,8 Prozent Weißen, 23,3 Prozent Afroamerikanern, 0,2 Prozent amerikanischen Ureinwohnern, 2,0 Prozent Asiaten sowie 0,7 Prozent aus anderen ethnischen Gruppen; 2,7 Prozent stammten von zwei oder mehr Ethnien ab. Unabhängig von der ethnischen Zugehörigkeit waren 2,5 Prozent der Bevölkerung spanischer oder lateinamerikanischer Abstammung.
23,6 Prozent der Bevölkerung waren unter 18 Jahre alt, 62,4 Prozent waren zwischen 18 und 64 und 14,0 Prozent waren 65 Jahre oder älter. 52,6 Prozent der Bevölkerung war weiblich.
Das mittlere jährliche Einkommen eines Haushalts lag bei 55.640 USD. Das Pro-Kopf-Einkommen betrug 30.642 USD. 10,0 Prozent der Einwohner lebten unterhalb der Armutsgrenze.

## Orte
Die Bevölkerung der St. Clair Township lebt in folgenden Ortschaften:
City
- Fairview Heights1

Villages
- Shiloh2
- Swansea3

1 – überwiegend in der Caseyville Township, teilweise in der Canteen Township

2 – überwiegend in der Shiloh Valley Township, teilweise in der O’Fallon und der Caseyville Township

3 – zu einem geringen Teil in der Caseyville Township